# Novohamerský tunel
Novohamerský tunel je železniční tunel na katastrálním území Nové Hamry na úseku železniční trati Karlovy Vary – Johanngeorgenstadt mezi zastávkou Vysoká Pec a stanicí Nové Hamry v km 25,205–25,457.

## Historie
Koncese na výstavbu místní železniční dráhy byla udělena 2. prosince 1895. Její výstavba začala  v roce 1897. Jako první byl budován úsek Karlovy Vary, dolní nádraží – Stará Role – Nová Role, který navazoval na místní dráhu z roku 1881 z Chodova přes Novou roli do Nejdku. Na něj navazovalo prodloužení z Nejdku do Horní Blatné (dokončen 28. listopadu 1898) a z Horní Blatné do Johanngeorgenstadtu (dokončen 1. dubna 1899), města ležícího již v Sasku. Provoz byl na trati oficiálně zahájen 15. května 1899.
Na trati dlouhé 47,2 km je sedmnáct železničních stanic a zastávek a čtyři tunely: Karlovarský, Nejdecký, Vysokopecký a Novohamerský. Mezi mosty vyniká Novohamerský a Perninský viadukt.
Tunel byl rekonstruován v roce 2008. V roce 2018 byla trať rekonstruována.

## Popis
Jednokolejný tunel byl postaven pro železniční trať Karlovy Vary – Johanngeorgenstadt mezi zastávkou Vysoká Pec a stanicí Nové Hamry v roce 1898 (v druhé etapě výstavby) a byl dán do provozu v roce 1899. Byl postaven přes výběžek hory Křovitá stráň (828 m n. m.) s výjezdem ve směrovém pravotočivém oblouku na Novohamerský viadukt přes řeku Rolavu a silnici.
Tunel leží v nadmořské výšce 735 m a je dlouhý 252,34 m.